# 마츠다 세이코
마츠다 세이코(일본어: 松田 聖子, 1962년 3월 10일~)는 일본의 가수, 배우이다. 본명은 가마치 노리코(일본어: 蒲池 法子), 결혼 후에는 간다 노리코이며, 후쿠오카현 구루메시에서 태어났다.
나카모리 아키나, 고이즈미 교코와 함께 일본의 1980년대를 대표하는 최고의 아이돌 가수로 활약했다. 1970년대를 대표하는 아이돌인 야마구치 모모에가 은퇴한 1980년에 <맨발의 계절>로 데뷔하였다. 히트곡을 연발하였으며, 헤어스타일 '세이코짱 컷'과 삶의 방식이 큰 화제를 모았다. 오야 소이치 문고가 출간하는 인명 색인 종합 순위에서는 '마츠다 세이코'가 1위 (2007년 2월)이며, "일본의 잡지에 가장 자주 등장하는 유명 인사"라고 되어 있다.

## 음악

### 싱글
| 제목 | 발매연도 | 최고 순위 | 정규 음반 수록                |
| --- | -------- | --------- | ----------------------------- |
| 〈맨발의 계절〉 (裸足の季節 하다시노기세쓰[*]) | 1980     | 12        | 《SQUALL》                    |
| 〈푸른 산호초〉 (青い珊瑚礁 아오이산고쇼[*]) | 1980     | 2         | 《SQUALL》                    |
| 〈바람은 가을빛/Eighteen〉 (風は秋色/Eighteen 가제와아키이로/ - [*]) | 1980     | 1         | 《North Wind》                |
| 〈체리 블로섬〉 (チェリーブラッサム 제리부랏사무[*]) | 1981     | 1         | 《Silhouette ~실루엣~》       |
| 〈여름의 문〉 (夏の扉 나쓰노도비라[*]) | 1981     | 1         | 《Silhouette ~실루엣~》       |
| 〈하얀 파라솔〉 (白いパラソル 시로이파라소루[*]) | 1981     | 1         | 《바람이 분다》               |
| 〈바람이 분다〉 (風立ちぬ 가제타치누[*]) | 1981     | 1         | 《바람이 분다》               |
| 〈붉은 스위트피〉 (赤いスイートピー 아카이스이토피[*]) | 1982     | 1         | 《Pineapple》                 |
| 〈물가의 발코니〉 (渚のバルコニー 나기사노바루코니[*]) | 1982     | 1         | 《Pineapple》                 |
| 〈연갈색 머메이드〉 (小麦色のマーメイド 고무기이로노마메이도[*]) | 1982     | 1         | 미수록                        |
| 〈들장미의 에튀드〉 (野ばらのエチュード 노바라노에추도[*]) | 1982     | 1         | 《Candy》                     |
| 〈비밀의 화원〉 (秘密の花園 히미쓰노하나조노[*]) | 1983     | 1         | 《유토피아》                  |
| 〈천국의 키스〉 (天国のキッス 덴고쿠노킷스[*]) | 1983     | 1         | 《유토피아》                  |
| 〈유리 사과/SWEET MEMORIES〉 (ガラスの林檎/SWEET MEMORIES 가라스노린고/ - [*])                                                                                           | 1983     | 1         | 미수록                        |
| 〈눈동자는 다이아몬드/푸른 포토그래프〉 (瞳はダイアモンド/蒼いフォトグラフ 히토미와다이아몬도/아오이훠토구라후[*])                                                       | 1983     | 1         | 《Canary》                    |
| 〈Rock'n Rouge〉 | 1984     | 1         | 《Tinker Bell》               |
| 〈시간 나라의 앨리스/여름옷의 이브〉 (時間の国のアリス/夏服のイヴ 지칸노구니노아리스/나쓰후쿠노이부[*])                                                                  | 1984     | 1         | 《Tinker Bell》               |
| 〈핑크 모차르트〉 (ピンクのモーツァルト 핀쿠노모쏴루토[*]) | 1984     | 1         | 《Windy Shadow》              |
| 〈하트 귀걸이〉 (ハートのイアリング 하토노이아린구[*]) | 1984     | 1         | 《Windy Shadow》              |
| 〈천사의 윙크〉 (天使のウィンク 덴시노윈쿠[*]) | 1985     | 1         | 《The 9th Wave》              |
| 〈보이의 계절〉 (ボーイの季節 보이노기세쓰[*]) | 1985     | 1         | 《The 9th Wave》              |
| 〈DANCING SHOES〉 | 1985     | 1         | 《SOUND OF MY HEART》         |
| 〈Strawberry Time〉 | 1987     | 1         | 《Strawberry Time》           |
| 〈Pearl-White Eve〉 | 1987     | 1         | 미수록                        |
| 〈Marrakech ~마라케시~〉 (Marrakech 〜マラケッシュ〜 - 마라켓슈[*]) | 1988     | 1         | 《Citron》                    |
| 〈여행은 프리지어〉 (旅立ちはフリージア 다비다치와후리지아[*]) | 1988     | 1         | 미수록                        |
| 〈Precious Heart〉 | 1989     | 2         | 《Precious Moment》           |
| 〈All the way to Heaven〉 | 1990     | ―         | 《Seiko》                     |
| 〈THE RIGHT COMBINATION〉 | 1990     | 28        | 《Seiko》                     |
| 〈Who's That Boy〉 | 1990     | —         | 《Seiko》                     |
| 〈We Are Love〉 | 1990     | 16        | 《We Are Love》               |
| 〈꼭, 다시 만날거야...〉 (きっと、また逢える… 깃토 마다아에루…[*]) | 1992     | 4         | 《1992 Nouvelle Vague》       |
| 〈당신의 전부가 되고 싶어/Shinin' Shinin'〉 (あなたのすべてになりたい/Shinin' Shinin' 아나타노스베테니나리타이/ - [*])                                                   | 1992     | 31        | 《1992 Nouvelle Vague》       |
| 〈소중한 당신〉 (大切なあなた 다이세쓰나아나타[*]) | 1993     | 7         | 《DIAMOND EXPRESSION》        |
| 〈A Touch of Destiny〉 | 1993     | 51        | 《DIAMOND EXPRESSION》        |
| 〈かこわれて、愛jing〉 ( 가코와레테 아이진[*] → 숨겨진 애인) | 1993     | 63        | 미수록                        |
| 〈다시 한 번, 처음부터〉 (もう一度、初めから 모이치도 하지메카라[*]) | 1994     | 22        | 《Glorious Revolution》       |
| 〈빛나는 계절로 떠나자〉 (輝いた季節へ旅立とう 가가야이타키세쓰에다비다토[*])                                                                                            | 1994     | 12        | 《It's Style '95》            |
| 〈멋지게 Once Again〉 (素敵にOnce Again 스테키니 - [*]) | 1995     | 22        | 《It's Style '95》            |
| 〈당신을 만나고 싶어서 ~Missing You~/내일로 달려나가자〉 (あなたに逢いたくて〜Missing You〜/明日へと駆け出してゆこう 아나타니아이타쿠테 - / 아시타에토가케다시테유코[*]) | 1996     | 1         | 《Vanity Fair》               |
| 〈Let's Talk About It〉 | 1996     | —         | 《WAS IT THE FUTURE》         |
| 〈I'll Be There For You〉 | 1996     | 35        | 《WAS IT THE FUTURE》         |
| 〈이별의 순간〉 (さよならの瞬間 사요나라노슌칸[*]) | 1996     | 5         | 《Guardian Angel》            |
| 〈Good For You〉 | 1996     | ―         | 《WAS IT THE FUTURE》         |
| 〈나만의 천사 ~Angel~/당신의 그 가슴에〉 (私だけの天使〜Angel〜/あなたのその胸に 와타시다케노덴시 - /아나타노소노무네니[*])                                              | 1997     | 5         | 《My Story》                  |
| 〈Gone with the rain〉 | 1997     | 28        | 《Sweetest Time》             |
| 〈사랑하는 마음 ~Fall in love~〉 (恋する想い〜Fall in love〜 고이스루오모이 - [*])                                                                                       | 1998     | 34        | 《Forever》                   |
| 〈Touch the LOVE〉 | 1998     | 66        | 미수록                        |
| 〈슬픔의 보트〉 (哀しみのボート 가나시미노보토[*]) | 1999     | 27        | 《영원한 소녀》               |
| 〈20th Party〉 | 2000     | 17        | 《20th Party》                |
| 〈상하이 러브송〉 (上海ラヴソング 샨하이 라부손구[*]) | 2000     | 37        | 《20th Party》                |
| 〈Unseasonable Shore〉 | 2000     | 35        | 《20th Party》                |
| 〈True Love Story/이별의 KISS를 잊지 않아〉 (True Love Story／さよならのKISSを忘れない - / 사요나라노키스오와스레나이[*])                                                | 2000     | 7         | 미수록                        |
| 〈The Sound of Fire〉 | 2000     | 46        | 《LOVE & EMOTION VOL.1》      |
| 〈당신밖에 보이지 않아〉 (あなたしか見えない 아나타시카미에나이[*]) | 2001     | 30        | 《LOVE & EMOTION VOL.1》      |
| 〈愛♡愛 ~100%♥Pure Love~〉 ( 아이아이아이 햐쿠파센토 -[*]) | 2001     | 49        | 《LOVE & EMOTION VOL.2》      |
| 〈all to you〉 | 2002     | ―         | 《area62》                    |
| 〈근사한 내일〉 (素敵な明日 스테키나아시타[*]) | 2002     | 29        | 미수록                        |
| 〈Just for tonight〉 | 2002     | ―         | 《area62》                    |
| 〈Call me〉 | 2003     | 17        | 《Sunshine》                  |
| 〈만나고 싶어〉 (逢いたい 아이타이[*]) | 2004     | 12        | 《Sunshine》                  |
| 〈Smile on me〉 | 2004     | 18        | 미수록                        |
| 〈영원마저 느낀 밤〉 (永遠さえ感じた夜 에이엔사에간지타요루[*]) | 2005     | 34        | 《fairy》                     |
| 〈I'll fall in love〉 | 2005     | 30        | 《Bless you》                 |
| 〈행복한 기분〉 (しあわせな気持ち 시아와세나기모치[*]) | 2005     | 28        | 《Bless you》                 |
| 〈bless you〉 | 2006     | 29        | 《Bless you》                 |
| 〈WE ARE.〉 | 2006     | —         | 미수록                        |
| 〈눈물이 단지 흘러내릴 뿐〉 (涙がただこぼれるだけ 나미다가타다코보레루다케[*])                                                                                           | 2007     | 38        | 《Baby's breath》             |
| 〈한여름 밤의 꿈〉 (真夏の夜の夢 마나쓰노요노유메[*]) | 2007     | 36        | 미수록                        |
| 〈크리스마스의 밤〉 (クリスマスの夜 쿠리스마스노요루[*]) | 2007     | 34        | 미수록                        |
| 〈꽃잎 흩날리는 계절에〉 (花びら舞う季節に 하나비라마우기세쓰니[*]) | 2008     | 32        | 《My pure melody》            |
| 〈Love is all〉 | 2008     | 32        | 미수록                        |
| 〈그 빛나던 계절〉 (あの輝いた季節 아노가가야이타기세쓰[*]) | 2008     | 30        | 미수록                        |
| 〈아이돌처럼 노래하게 해줘〉 (アイドルみたいに歌わせて 아이도루미타이니우타와세테[*])                                                                                    | 2010     | 16        | 미수록                        |
| 〈몇 번의 새벽을 헤아리면〉 (いくつの夜明けを数えたら 이쿠쓰노요아케오가조에타라[*])                                                                                     | 2010     | 12        | 《My Prelude》                |
| 〈특별한 연인〉 (特別な恋人 도쿠베쓰나고이비토[*]) | 2011     | 14        | 《Very Very》                 |
| 〈눈물방울〉 (涙のしずく 나미다노시즈쿠[*]) | 2012     | 20        | 《Very Very》                 |
| 〈LuLu!!〉 | 2013     | 23        | 《A Girl in the Wonder Land》 |
| 〈꿈에서 깨어나〉 (夢がさめて 유메가사메테[*]) | 2013     | 14        | 미수록                        |
| 〈I Love You!! ~당신의 미소에~〉 (I Love You!! 〜あなたの微笑みに〜 - 아나타노호호에미니[*])                                                                             | 2014     | 27        | 《Dream & Fantasy》           |
| 〈영원의 더 끝까지/행성이 되고 싶어〉 (永遠のもっと果てまで/惑星になりたい 에이엔노못토하테마데/와쿠세이니나리타이[*])                                                   | 2015     | 11        | 《Shining Star》              |
| 〈장미처럼 피어나 벚꽃처럼 지고〉 (薔薇のように咲いて 桜のように散って 바라노요니사이테 사쿠라노요니칫테[*])                                                             | 2016     | 6         | 《Daisy》                     |

### 오리지널 앨범
1. SQUALL （1980年8月1日）
2. North Wind （1980年12月1日）
3. Silhouette 〜シルエット〜 （1981年5月21日）
4. 風立ちぬ （1981年10月21日）
5. Pineapple （1982年5月21日）
6. Candy （1982年11月10日）
7. ユートピア （1983年6月1日）
8. Canary （1983年12月10日）
9. Tinker Bell （1984年6月10日）
10. Windy Shadow （1984年12月8日）
11. The 9th Wave （1985年6月5日）
12. このアルバムに収録されている『夏の幻影（シーン）』は尾崎亜美がアルバム『POINTS-2』（ 1986年 ）にてセルフカバーしている。
13. SOUND OF MY HEART （1985年8月15日）
14. SUPREME （1986年6月1日）
15. このアルバムに収録されている『 瑠璃色の地球 』はシングルカットされていないにもかかわらず、 NHK紅白歌合戦で2度披露された。
16. Strawberry Time （1987年5月16日）
17. このアルバムに収録されている『Kimono Beat』は小室哲哉がアルバム『Hit Factory』（ 1992年 ）にてセルフカバーしている。
18. Citron （1988年5月11日）
19. このアルバムに収録されている『抱いて…』はシングルカットされなかったにもかかわらずヒットした。 CMにも使われた。
20. ゴヤ…歌でつづる生涯（1989年5月21日）
21. Precious Moment （1989年12月6日）
22. Seiko （1990年6月7日）
23. We Are Love （1990年12月10日）
24. Eternal （1991年5月2日）
25. 1992 Nouvelle Vague （1992年3月25日）
26. Sweet Memories'93 （1992年12月2日）
27. DIAMOND EXPRESSION （1993年5月21日）
28. A Time for Love （1993年11月21日）
29. Glorious Revolution （1994年6月12日）
30. It's Style'95 （1995年5月21日）
31. Vanity Fair （1996年5月27日）
32. WAS IT THE FUTURE （1996年6月10日）
33. Guardian Angel （1996年12月5日） - ミニアルバム
34. My Story （1997年5月21日）
35. Sweetest Time （1997年12月3日） - ミニアルバム
36. Forever （1998年5月8日）
37. 永遠の少女 （1999年12月18日）
38. 20th Party （2000年6月28日）
39. LOVE & EMOTION VOL.1 （2001年6月20日）
40. LOVE & EMOTION VOL.2 （2001年11月28日）
41. area62 （2002年6月21日）
42. Sunshine （2004年6月9日）
43. fairy （2005年4月6日）
44. Under the beautiful stars （2005年12月7日）
45. bless you （2006年5月31日）
46. Eternal II （2006年12月6日）
47. Baby's breath （2007年6月6日）
48. My pure melody (2008年5月21日)

### 베스트 앨범
1. 聖子・fragrance （1981年11月1日）
2. Seiko・index （1982年7月1日）
3. 金色のリボン （1982年12月5日）
4. Seiko・plaza （1983年11月11日）
5. Touch Me, Seiko （1984年3月15日）
6. Seiko・Town （1984年11月1日）
7. Seiko・Avenue （1984年11月21日）
8. Seiko-Train （1985年3月6日）
9. Seiko Box （1985年11月10日）
10. LOVE BALLADE （1986年11月21日）
11. Snow Garden （1987年11月21日）
12. Seiko Monument （1988年7月21日）
13. Christmas Tree （1991年11月21日）
14. Bible （1991年12月1日）
15. Bible II （1994年12月1日）
16. Bible III （1996年3月1日）
17. Complete Bible （1996年9月21日）（完全生産限定盤）
18. Winter Tales （1996年11月1日）
19. Seiko Matsuda 1980-1995 （1997年4月1日）（ 通販CD - BOX ）
20. Seaside 〜Summer Tales〜 （1997年6月21日）
21. Dear （1997年11月21日）
22. Seiko Celebration （1998年7月18日）
23. Seiko '96-'98 （1998年11月30日）
24. Ballad 〜20th Anniversary （1999年4月1日）
25. SEIKO SUITE （2000年7月5日）-（完全生産限定盤）
26. 『LOVE』 Seiko Matsuda 20th Anniversary Best Selection （2000年11月29日）
27. Another Side of Seiko 27 （2003年11月27日）（初回生産限定盤）
28. Another Side of Seiko 14 （2003年11月27日）
29. Best of Best 27 （2004年4月14日）（初回生産限定盤）
30. Best of Best 13 （2004年4月14日）
31. 『Seiko Smile』 Seiko Matsuda 25th Anniversary Best Selection （2005年1月26日）
32. Seiko Matsuda （53タイトル74枚組DSDリマスタリングBOX）（2006年7月19日）（完全生産限定盤）
33. Premium Diamond Bible （2009年9月30日）（完全生産限定盤）
34. Diamond Bible （2009年9月30日）
35. Seiko Matsuda Christmas Songs （2009年11月11日）

### 리믹스 앨범
1. SEIKO MATSUDA:RE-MIXES （1999年10月6日）- リミックスアルバム
2. seiko remixes 2000 （2000年9月27日）- リミックスアルバム

## 출연

### TV 드라마
- 아름다운 그대에게 (2007년)
- 미국FOX 본즈 (2010년)
- NHK 대하드라마 다이라노 기요모리(2012년) - 기온노뇨고(오토마에) 역

### NHK 홍백가합전
- 1980년 (31회) - 푸른 산호초 (최초 출연)
- 1981년 (32회) - 여름의 문 (2회)
- 1982년 (33회) - 들장미의 에튀드 (3회)
- 1983년 (34회) - 유리 사과 (4회)
- 1984년 (35회) - Rock'n Rouge (5회)
- 1985년 (36회) - 천사의 윙크 (6회)
- 1986년 (37회) - 유리빛의 지구(7회)
- 1887년 (38회) - Strawberry time (8회)
- 1988년 (39회) - Marrakech (9회)
- 1994년 (45회) - 빛나는 계절에 여행을 떠나자 (10회)
- 1995년 (46회) - 마쓰다세이코 히트 메들리 Seiko chan to La La La (11회)
- 1996년 (47회) - 당신을 만나고 싶어서~missing you~ (12회)
- 1999년 (50회) - SWEET MEMORIES (13회)
- 2000년 (51회) - 당신을 만나고 싶어서~missing you~ (14회)
- 2001년 (52회) - 유리빛의 지구 2001 (15회 출연)
- 2011년 (62회) - 위를 보고 걷자 (16회 출연)
- 2014년 (65회) - 당신을 만나고 싶어서~missing you~ (17회)
- 2015년 (66회) - 붉은 스위트피 (18회)
- 2016년 (67회) - 장미처럼 피어나 벚꽃처럼 지고 (19회)
- 2017년 (68회) - 새로운 내일 (20회)
- 2018년 (69회) - SEIKO DREAM MEDLEY 2018 (21회)
- 2019년 (70회) - Seiko Best Single Medley (22회)
- 2020년 (71회) - 유리빛의 지구 2020 (23회)

#### 참고
- 1985년 (36회) - 결혼 중 출연했다. 화려한 무대로 당시 일본 버블 경제의 힘을 보여 준다.
- 1986년 (37회) - 출산 직후 출연한 연도이다.
- 1987년 (38회) - 결혼 후 복귀 싱글인 strawberry time을 불렀다. 당시 세이코는 결혼 후에도 아이돌스러운 모습을 보여주어 '마마돌'이라는 신조어를 탄생시킨다.
- 1988년 (39회) - 세이코의 80년대 마지막 출연이다. 세이코는 이후 1989년 7월 나카모리 아키나와 곤도 마사히코의 스캔들에 관련되어 NHK에서 출연을 금지당한다.
- 1994년 (45회) - 6년 만에 홍백으로 돌아온 해이다.
- 1995년 (46회) - 히트곡 몇 곡을 메들리로 불렀으며, 나이에 맞지 않게 너무 아이돌스럽게 나와 논란이 됐었다.
- 1996년 (47회) - '당신을 만나고 싶어서~missing you~' 로 출연했다. 세이코 최고 히트곡이며, 90년대 음반 세일즈 중 순위에 들어가는 곡이다. 전년보다 나이에 맞는 무대를 보여준다.
- 2001년 (52회) - 이 홍백 이후에 매년 12월 31일에 열리는 카운트다운 콘서트 일정으로 인해 2010년까지 출연하지 않았다.
- 2011년 (62회) - 10년 만의 복귀. 딸인 간다 사야카와 함께 출연했으며, 사카모토 큐의 '위를 보고 걷자'를 같이 불렀다.
- 2014년 (65회) - 첫 출전 이후 34년 만에 홍백에서 처음으로 오오토리를 맡았다.
- 2015년 (66회) - 전년도에 이어 또 한 번 오오토리를 맡았다.
- 2018년 (69회) - 〈바람이 분다〉 → 〈하트 귀걸이〉 → 〈천국의 키스〉 → 〈물가의 발코니〉
- 2019년 (70회) - 〈시간 나라의 앨리스〉 → 〈Rock'n Rouge〉 → 〈체리 블로섬〉 → 〈여름의 문〉

## 수상 경력
- 1980년 니혼 TV 음악제 신인상
- 1980년 ABC 가요신인 그랑프리 그랑프리
- 1980년 긴자음악제 · 전문 심사원 장려상
- 1980년 신주쿠 음악제 금상
- 1980년 요코하마 음악제 신인상 특별상
- 1980년 TV 아사히 당신이 선정한 전일본가요 음악제 최우수 신인상
- 1980년 일본가요 대상 신인상
- 1980년 FNS 가요제 신인상
- 1980년 일본 유선 대상 신인상
- 1980년 전일본 유선 방송 대상 신인상
- 1980년 제 22회 일본 레코드 대상 신인상
- 1981년 니혼 TV 음악제 · 금 비둘기 상
- 1981년 TV 아사히 당신이 선정한 전일본가요 음악제 · 심사 위원 장려상
- 1981년 일본가요 대상 · 방송 음악 상
- 1981년 제 23회 일본 레코드 대상 · 골든 아이돌 상
- 1982년 CBS 소니 히트 상품
- 1982년 니혼 TV 음악제 톱 아이돌 상
- 1982년 TV 아사히 당신이 선정한 전일본가요 음악제 특별상
- 1982년 일본가요 대상 · 방송 음악 상
- 1982년 FNS 가요제 그랑프리
- 1982년 일본 유선 대상 · 유선 음악 상
- 1982년 전일본 유선 방송 대상 · 우수 스타 상
- 1982년 제 24회 일본 레코드 대상 금상
- 1983년 CBS 소니 히트 상품
- 1983년 니혼 TV 음악제 톱 아이돌 상
- 1983년 TV 아사히 당신이 선정한 전일본가요 음악제 골든 그랑프리
- 1983년 일본가요 대상 최우수 방송 음악 상
- 1983년 제 25회 일본 레코드 대상 금상, 베스트 앨범 상
- 1986년 제 28회 일본 레코드 대상 앨범 대상
- 1988년 CBS 소니 골든 디스크 대상
- 1990년 일간 스포츠 영화 대상 화제 상 (수상 이유 : "어느 쪽도 어느 쪽」의 대담한 연기로 영화계의 화제 만들기에 기여)
- 1992년 제 34회 일본 레코드 대상 최우수 가창상
- 2002년 제 19회 다이아몬드 성격 상 (다이아몬드 정보 센터)
- 2009년 제 18회 일본 영화 비평가 대상 심사 위원 특별상 (영화 「반딧불의 묘」)
- 2013년 제 55 회 일본 레코드 대상 기획 상
- 2015년 제 57회 일본 레코드 대상 최우수 가창상